# 阿塔 (古罗马)
阿塔（古罗马）（英語：Titus Quinctius Atta），（？—前77年），公元前77年死。古罗马写作托迦喜剧诗人之一，他通过创作而在罗马获得声誉，活泼与欢悦为其主要风格。他的作品现仅存少量残篇。

## 扩展阅读
- 本条目包含来自公有领域出版物的文本: Chisholm, Hugh (编).  (第11版). London: Cambridge University Press. 1911.